# Som i Ungdommens Vaar
|  | Denne artikel er oprettet af botten Steenthbot ud fra en ekstern database. Den kan derfor have sproglige fejl eller mangler. Denne skabelon kan fjernes efter kontrol af indholdet. |

Som i Ungdommens Vaar er en dansk stumfilm fra 1929 instrueret af Fritz Lamprecht.

## Medvirkende
- Ellen Gottschalch
- Paul Rohde